# Curel (Alpy Górnej Prowansji)
Curel – miejscowość i gmina we Francji, w regionie Prowansja-Alpy-Lazurowe Wybrzeże, w departamencie Alpy Górnej Prowansji.

## Demografia
Według danych na rok 1990 gminę zamieszkiwało 37 osób, a gęstość zaludnienia wynosiła 4 osoby/km². W styczniu 2015 r. Curel zamieszkiwało 55 osób, przy gęstości zaludnienia wynoszącej 5,9 osób/km².